# 오스트리아의 유로 주화
오스트리아의 유로 주화는 세 가지 주제의 디자인을 사용하고 있다. 1, 2, 5유로센트 주화는 오스트리아의 꽃, 10, 20, 50유로센트 주화는 오스트리아의 수도인 빈의 대표적인 건축물을 주제로 하고 있으며 1, 2유로 주화는 오스트리아의 대표적인 인물을 주제로 하고 있다.
오스트리아의 유로 주화 디자인은 요제프 카이저(독일어: Josef Kaiser)가 맡았으며 주화에는 유럽 연합의 상징인 12개의 별, 오스트리아의 국기 문양, 발행 연도가 쓰여져 있다.

## 오스트리아의 유로 주화 디자인
| € 0.01                              | € 0.02                    | € 0.05           |
| ----------------------------------- | ------------------------- | ---------------- |
|                                     |                           |                  |
| 용담                                | 에델바이스                | 앵초             |
| € 0.10                              | € 0.20                    | € 0.50           |
|                                     |                           |                  |
| 슈테판 대성당                       | 벨베데레 궁전             | 빈 분리파 전시관 |
| € 1.00                              | € 2.00                    | € 2 주화 모서리  |
|                                     |                           | 2 EURO와 별 3개  |
| 볼프강 아마데우스 모차르트의 초상화 | 베르타 폰 주트너의 초상화 |                  |